# Côte sauvage de l'île d'Oléron
 (avril 2017).
Si vous disposez d'ouvrages ou d'articles de référence ou si vous connaissez des sites web de qualité traitant du thème abordé ici, merci de compléter l'article en donnant les références utiles à sa vérifiabilité et en les liant à la section « Notes et références ».
Pour les articles homonymes, voir Côte Sauvage.
La côte sauvage est le nom donné à une portion du littoral français formant la partie occidentale de l’île d'Oléron, dans le département de la Charente-Maritime. Elle s’étend depuis la pointe de Chassiron (commune de Saint-Denis-d'Oléron) jusqu’à la pointe de Gatseau (commune de Saint-Trojan-les-Bains) et forme le pendant insulaire de la côte sauvage de la presqu'île d'Arvert. 
Exposée aux assauts de l’océan Atlantique, elle présente dans sa partie sud des caractéristiques proches des plages aquitaines voisines : longues étendues de sable bordées de dunes ou de pinèdes (forêt de Saint-Trojan) et houle importante, la rendant propice à la pratique des sports de glisse, notamment le surf. En remontant vers le nord, à partir du village de Vert-Bois elle se distingue par la présence de platins rocheux : rochers du Jard, du Rouchoux ou de la Perroche (encadrant un petit havre naturel). Au nord de La Cotinière, les plages sont plus petites et encadrées de petites falaises. L'anse du marais salé, dite aussi « baie des Pilotes » est encadrée par les pointes de Chaucre et des Trois-Pierres.

## Localisation
La côte sauvage se situe à environ 30 kilomètres à vol d'oiseau de Royan (pointe de Gatseau) et de La Rochelle (pointe de Chassiron). Elle est accessible depuis le pont de l'île d'Oléron par la route de Saint-Trojan ou du Grand-Village-Plage. Accéder à la pointe de Chassiron nécessite de traverser toute l'île, notamment l'agglomération formée par les villes de Dolus-d'Oléron et de Saint-Pierre-d'Oléron, où se concentrent les embouteillages.